# Wen die Götter zerstören
Wen die Götter zerstören (Originaltitel: Whom Gods Destroy) ist die nach Ausstrahlungsreihenfolge 14. und nach Produktionsreihenfolge 16. Episode der dritten Staffel der Science-Fiction-Fernsehserie Raumschiff Enterprise. Sie wurde in englischer Sprache erstmals am 3. Januar 1969 bei NBC ausgestrahlt. In Deutschland war sie zum ersten Mal am 9. Mai 1988 in einer synchronisierten Fassung bei Sat.1 zu sehen, nachdem das ZDF sie bei der deutschen Erstausstrahlung der Serie in den Jahren 1972 bis 1974 übergangen hatte.

## Handlung
Im Jahr 2268 bei Sternzeit 5718.3 fliegt die Enterprise zum Planeten Elba II, wo die Föderation eine medizinische Einrichtung für unheilbar geisteskranke Kriminelle betreibt. Sie soll dort ein neues Medikament abliefern, das sämtliche Geisteskrankheiten für immer heilen soll. Captain Kirk und sein erster Offizier Spock beamen in die Einrichtung, wo sie von deren Leiter Dr. Cory empfangen werden. Der berichtet von einem neuen Patienten, dem Fleet Captain Garth von Izar, einem einst legendären und von Kirk bewunderten Kommandanten der Sternenflotte.
Beim Rundgang durch die Einrichtung werden Kirk und Spock von einer jungen orionischen Patientin namens Marta vor Cory gewarnt, der angeblich nicht der ist, für den er sich ausgibt. Kurz darauf sehen Kirk und Spock in einer Zelle den echten Cory. Ihr Begleiter entpuppt sich als Garth, der hier die Kontrolle übernommen hat und verlangt, als Lord angeredet zu werden. Er lässt die anderen Patienten frei und sperrt Kirk zu Cory in dessen Zelle. Cory erklärt Kirk, dass Garth von den Bewohnern des Planeten Antos IV die Technik der zellularen Metamorphose gelernt hat und dadurch seine Gestalt verändern kann. Garth will jetzt das Kommando über die Enterprise übernehmen, um sich an seiner ehemaligen Mannschaft zu rächen, die gegen ihn gemeutert hat. Zu diesem Zweck nimmt er die Gestalt von Kirk an, doch Chefingenieur Scott will ihn nicht hochbeamen, wenn er nicht ein bestimmtes Codewort nennt.
Garth ändert seine Pläne. Er versucht Kirk und Spock zunächst zu schmeicheln, indem er sie zu einem Festmahl einlädt. Als sie ihm auch jetzt nichts weiter verraten, lässt er Spock fortbringen und Cory in einem Behandlungsstuhl hereinschaffen. Mit diesem von ihm manipulierten Stuhl kann er Cory starke Schmerzen zufügen. Kirk bleibt unnachgiebig und Garth lässt ihn deshalb selbst Platz nehmen. Marta jedoch bittet darum, ihn zu verschonen und verspricht, dass sie ihm das Codewort entlocken kann. Die beiden gehen in einen anderen Raum, wo Marta Kirk offenbar verführen will, doch dann greift sie heimlich nach einem Dolch und will ihn erstechen. Als die beiden miteinander kämpfen, kommt Spock mit einem Phaser bewaffnet zu Hilfe. Es gelingt ihm, Marta außer Gefecht zu setzen. Er und Kirk begeben sich zum Kontrollraum, der von einem Tellariten bewacht wird. Auch er wird betäubt und Kirk nimmt seinen Phaser an sich. Kirk senkt die Schutzschilde der Einrichtung und nimmt Kontakt zur Enterprise auf. Als Scott nach dem Codewort fragt, zögert er und bittet Spock, es durchzugeben. Sein Misstrauen war berechtigt, denn „Spock“ ist in Wirklichkeit Garth. Kirks Phaser erweist sich als nutzlos. Garth kann die Schutzschilde wieder aktivieren und betäubt Kirk.
Als Kirk wieder zu sich kommt, hält Garth eine Krönungszeremonie ab. Er setzt sich selbst eine Krone auf, gibt Marta eine Halskette, ernennt sie zu seiner Königin und Kirk zu seinem Thronfolger. Kurz darauf hält er eine Machtdemonstration für angebracht und lässt Marta von zwei Wachen in Raumanzügen aus der Einrichtung herausschaffen, wo sie der giftigen Atmosphäre des Planeten ausgesetzt ist. Er erklärt Kirk, er sei im Besitz eines hochwirksamen Sprengstoffs. Eine winzige Menge befindet sich in Martas Kette. Er bringt den Sprengstoff zur Explosion und tötet Marta damit.
Garth will jetzt versuchen, Spock das Codewort zu entlocken. Er schickt zwei Wachen zu seiner Zelle, doch Spock kann sie überrumpeln. Bewaffnet begibt er sich in den Kontrollraum, doch dort findet er zwei Kirks vor und muss nun herausfinden, welcher der echte ist. Da er durch Fragen nicht weiterkommt, entschließt er sich, einfach zu warten, da Garth wahrscheinlich sehr viel Energie benötigt, um sein Erscheinungsbild zu verändern. Schließlich kommt es zum Kampf zwischen den beiden Kirks und der unterlegene bittet Spock, auf sie beide zu schießen, denn nur so sei die Sicherheit des Schiffs gewährleistet. Jetzt weiß Spock, dass dies der echte Kirk ist, und schießt auf den anderen, der sich wieder in Garth verwandelt.
Spock senkt die Schilde und lässt Schiffsarzt McCoy herunterbeamen, der nun alle Patienten mit dem neuen Medikament behandeln kann. Nach einer ordnungsgemäßen Sitzung auf dem Behandlungsstuhl kehrt Garth in einen friedlichen Geisteszustand zurück. An die jüngsten Ereignisse und an Kirk hat er keinerlei Erinnerungen mehr.

## Besonderheiten

### Verbindungen zu anderen Star-Trek-Produktionen
Der Name des Planeten Elba II ist eine Anspielung auf die italienische Insel Elba, das erste Exil von Napoleon Bonaparte.
Einige Elemente aus dieser Folge wurden in späteren Star-Trek-Produktionen wieder aufgegriffen:
- In Folge 1.12 (Der große Abschied) der Serie Raumschiff Enterprise – Das nächste Jahrhundert von 1988 ist kurz ein Bild von Captain Garth zu sehen.
- Im Film Star Trek VI: Das unentdeckte Land von 1991 ergibt sich ebenfalls eine Situation, in der sich jemand entscheiden muss, auf den echten Kirk oder auf seinen Doppelgänger zu schießen.
- In Folge 7.10 (Soongs Vermächtnis) von Raumschiff Enterprise – Das nächste Jahrhundert aus dem Jahr 1993 wird der Name des Planeten Elba II auf einem Bildschirm gezeigt.
- In der Pilotfolge Leuchtfeuer der Serie Star Trek: Discovery von 2017 trägt eines der Bücher von Captain Georgiou den Titel Whom Gods Destroy.
- Der Planet Izar wird in Folge 2.02 (The Trouble with Edward) von Star Trek: Short Treks aus dem Jahr 2019 sowie in Folge 3.02 (Abgezogen) von Star Trek: Picard aus dem Jahr 2023 erwähnt.

### Sonstiges
Im Vereinigten Königreich wurde Wen die Götter zerstören zusammen mit den Folgen Platons Stiefkinder und Der Plan der Vianer von der BBC viele Jahre lang bei den Ausstrahlungen von Raumschiff Enterprise ausgelassen. Ähnlich wurde auch mit der Folge Miri, ein Kleinling aus der ersten Staffel verfahren, die nach der Erstausstrahlung im Dezember 1970 zunächst nicht wiederholt wurde. Der Sender sah sich nach einer größeren Zahl von Zuschauerbeschwerden zu diesem Schritt genötigt und begründete ihn damit, dass die Themen Verrücktheit, Folter, Sadismus und Krankheit in diesen Folgen auf eine sehr unangenehme Weise behandelt würden. Daraufhin folgten zahlreiche Gegenbeschwerden von Star-Trek-Fans. Erst ab den frühen 1990er Jahren wurden die vier Folgen in Großbritannien wieder ausgestrahlt.

## Produktion

### Drehbuch
Der Titel der Folge geht auf ein ursprünglich griechisches Sprichwort zurück, das auch in der englischen Sprache Verbreitung gefunden hat: „Whom the gods would destroy, they first make mad“ (Im Deutschen zumeist in der Variante „Wen Gott vernichten will, dem nimmt er vorher den Verstand“).
Wen die Götter zerstören weist einige inhaltliche Parallelen zur Folge Der Zentralnervensystemmanipulator aus der ersten Staffel von Raumschiff Enterprise auf. Dies fiel besonders Spock-Darsteller Leonard Nimoy unangenehm auf, der daraufhin die Produzenten auf mehrere Schwächen des Drehbuchs, vor allem das Verhalten von Spock betreffend, aufmerksam machte.

### Darsteller
Steve Ihnats Figur Garth war bereits Captain, als Kirk noch auf der Akademie war. Tatsächlich war Ihnat drei Jahre jünger als Kirk-Darsteller William Shatner.
Richard Geary, Darsteller des Andorianers, wirkte auch in drei weiteren Folgen von Raumschiff Enterprise als Stuntdouble und Statist mit.

### Kostüme und Requisiten
Sowohl der Behandlungsstuhl als auch die Kittel des medizinischen Personals wurden aus der Folge Der Zentralnervensystemmanipulator wiederverwendet.
Die Raumanzüge wurden aus der Folge Das Spinnenetz wiederverwendet.
Obwohl in der Folge ein Andorianer vorkommt, wird das Kostüm, das in mehreren anderen Folgen von Raumschiff Enterprise als typisch andorianische Kleidung verwendet wurde, hier von einem Menschen getragen.

## Adaptionen
James Blish schrieb eine Textfassung von Wen die Götter zerstören, die auf Englisch erstmals 1972 in der Geschichtensammlung Star Trek 5 erschien. Die deutsche Übersetzung erschien 1972.

## Rezeption
Don Kaye erstellte 2017 für die Website Den of Geek eine Liste von 15 Raumschiff-Enterprise-Folgen, die zwar allgemein als schlecht gelten, aber dennoch einen gewissen Charme besitzen. Wen die Götter zerstören führte er hierbei auf Platz 11.
Christian Blauvelt listete Wen die Götter zerstören 2022 auf hollywood.com in einem Ranking aller 79 Raumschiff-Enterprise-Folgen auf Platz 60.

## Parodien und Anspielungen
In Folge 2.08 (Schwer in Ordnung) der Sitcom Der Prinz von Bel-Air von 1991 erwähnt Will Wen die Götter zerstören als die Folge, in der Kirk mit der grünen Frau geschlafen hat.
In der 1998 ausgestrahlten Folge 2.15 (Böser, böser Fisch) der Zeichentrickserie South Park sowie in Folge 5.03 (Der doppelte Xander) der Serie Buffy – Im Bann der Dämonen von 2000 wird Kirks Aufforderung an Spock, sowohl ihn als auch seinen Doppelgänger zu erschießen, parodiert.
Der 2014 veröffentlichte Fanfilm Prelude to Axanar erzählt die Vorgeschichte von Captain Garth. Eine Fortsetzung mit längerer Laufzeit scheiterte zunächst an Rechtsstreitigkeiten mit Paramount, ist aber weiterhin in Arbeit.